# Інтронізація

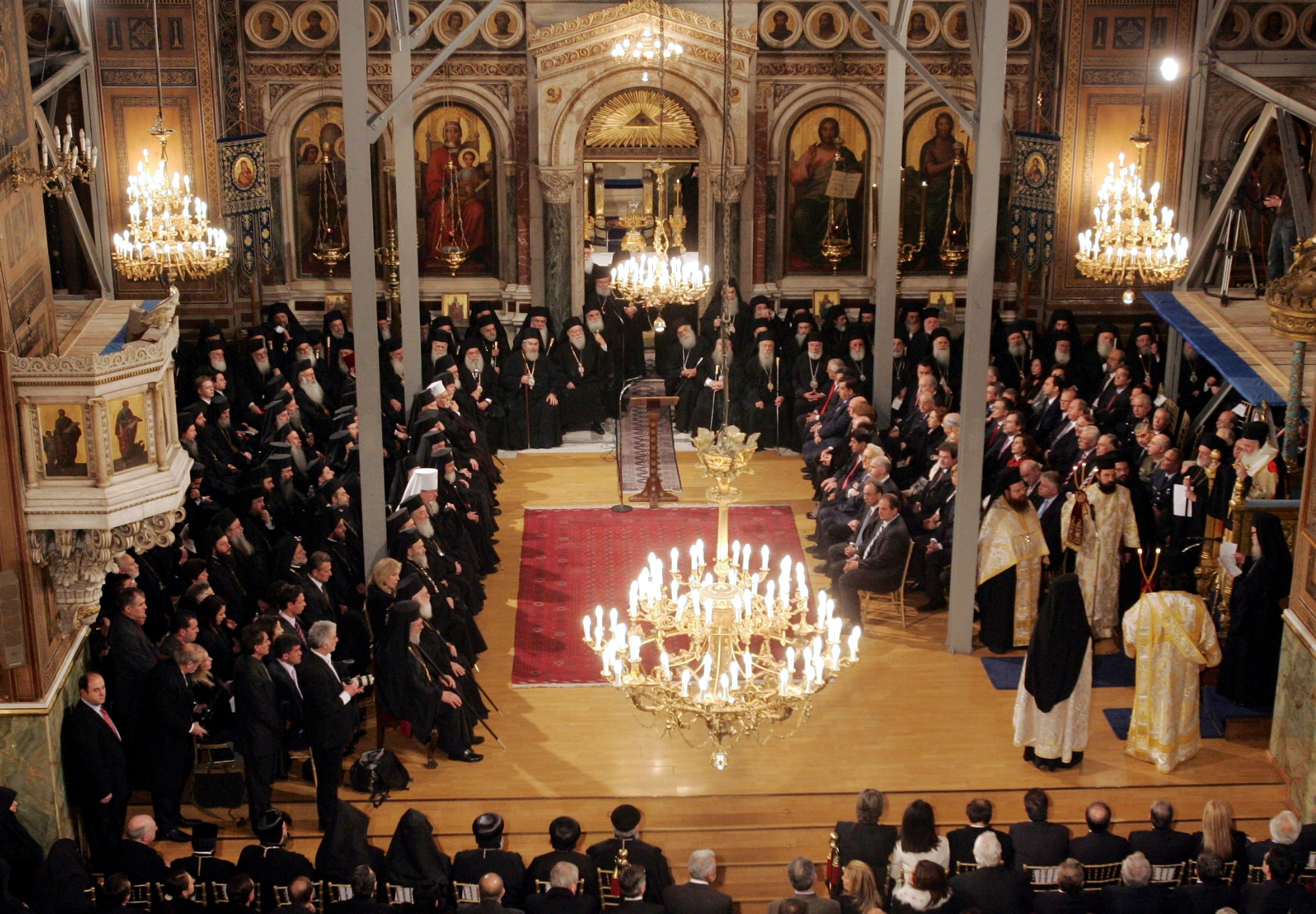
Інтронізація Архієпископа Афінського Ієроніма

Інтронізація — офіційний цивільний чи церковний акт посвячення на найвищу посаду в державі або церкві (нім. Inthronisation; нім. Enthronement; лат. Inthronizatio):

## Цивільна
Церемонія сходження на престол нового монарха.

## Церковна
Урочисте богослужіння, під час якого здійснюється зведення новообраного предстоятеля церкви (патріарха, митрополита) на предстоятельску кафедру.

#### Ритуал
Інтронізація здійснюється під час літургії з тим, що одягається новообраний патріарх в патріарший одяг і вручається йому патріарший посох.
Інтронізація (настоловання) відомо у Великому князівстві Київському з моменту появи перших митрополитів Київських та всієї Русі.
Так Митрополит Київський і всієї Русі Іларіон писав: «Аз… от благочестивий єпископ священ і настолован..»